# Dino Islamović
Dino Islamović (Hudiksvall, 17 gennaio 1994) è un calciatore svedese naturalizzato montenegrino, attaccante del Rosenborg.

## Carriera
Nato a Hudiksvall, nella Svezia centro-orientale, Islamović è cresciuto calcisticamente nel Malmö FF.
Nel marzo 2012 si è accasato in Inghilterra, al Fulham. Con i bianconeri londinesi ha fatto parte della squadra Under-21 per circa due anni senza trovare particolare spazio, tanto che lo stesso Islamović in un'intervista ha successivamente attaccato il proprio agente dell'epoca, accusandolo di averlo indotto a una scelta sbagliata solo per ottenere una commissione più ricca.
Una volta scaduto il contratto, Islamović ha lasciato il Fulham così come il connazionale svedese Muamer Tanković. Nel giugno 2014, dopo aver svolto un periodo di prova, è diventato un nuovo giocatore degli olandesi del Groningen, firmando un contratto biennale con opzione per il terzo anno. Al primo anno di permanenza ha collezionato 11 presenze in Eredivisie senza però mai segnare e 3 presenze nella Coppa d'Olanda vinta proprio dal Groningen, oltre a un'apparizione nei preliminari di Europa League contro l'Aberdeen. Nella stagione 2015-2016 invece non ha giocato alcuna gara ufficiale, anche a causa di problemi a un ginocchio già operato nel precampionato.
Dopo aver lasciato l'Olanda nell'estate 2016, si è allenato con l'Halmstad e il Kalmar, tuttavia la sua squadra successiva è stata il Trelleborg, militante nella seconda serie svedese. I suoi 8 gol hanno contribuito al raggiungimento del 3º posto, utile per qualificarsi agli spareggi-promozione contro la terzultima dell'Allsvenskan 2017, nello specifico lo Jönköpings Södra. Islamović ha segnato il sigillo per l'1-1 nella sfida di ritorno, dopo la vittoria interna per 2-0 nella gara d'andata.
Dato il contratto annuale con il Trelleborg in scadenza, per la stagione 2018 Islamović è stato libero di accordarsi con l'Östersund, squadra con cui è potuto subentrare nell'inutile vittoria dell'Emirates Stadium contro l'Arsenal, per il ritorno dei sedicesimi di finale di Europa League.
Dopo due stagioni all'Östersund in cui ha realizzato complessivamente 16 reti in 50 partite di campionato, il giocatore viene acquistato dai norvegesi del Rosenborg per circa 475.000 euro, i quali hanno ufficializzato la trattativa il 30 dicembre 2019, a seguito della firma di un contratto triennale.
Dopo aver segnato 12 gol in 27 partite dell'Eliteserien 2020 e 6 gol in 21 partite dell'Eliteserien 2021, il 7 febbraio 2022 (prima dell'inizio della stagione in Norvegia) il Rosenborg ha comunicato la cessione di Islamović ai sudcoreani del Gangwon. Rispetto alla scadenza contrattuale del 2024, la sua permanenza nel paese asiatico è terminata in anticipo, poiché il 1º giugno 2023 la società ha comunicato la rescissione. In quel momento la squadra si trovava in zona retrocessione, mentre Islamovic (dopo i 2 gol in 5 partite dello scampolo di stagione precedente) stava viaggiando con un ruolino di 0 gol in 8 partite.
Nel luglio del 2023 è stato sul punto di trasferirsi all'IFK Göteborg, ma le visite mediche hanno evidenziato la necessità da parte del club di effettuare ulteriori accertamenti su un infortunio pregresso, così l'accordo è saltato. Qualche mese più tardi, il 1º febbraio 2024, Islamović è stato invece presentato dal Kalmar con un accordo di un anno e mezzo, tornando dunque a giocare ufficialmente in Svezia. Le sue 12 reti in 29 presenze non sono bastate per evitare la retrocessione del club in Superettan.
Il 19 dicembre 2024 è stato ufficializzato che, dal successivo gennaio, sarebbe tornato in Norvegia per vestire la maglia del Rosenborg, firmando un contatto con la squadra di Trondheim fino al 2027.

## Statistiche

### Presenze e reti nei club
Statistiche aggiornate al 31 gennaio 2018.
| Stagione          | Squadra           | Campionato        | Campionato | Campionato | Coppe nazionali | Coppe nazionali | Coppe nazionali | Coppe continentali | Coppe continentali | Coppe continentali | Altre coppe | Altre coppe | Altre coppe | Totale | Totale |
| Stagione          | Squadra           | Comp              | Pres       | Reti       | Comp            | Pres            | Reti            | Comp               | Pres               | Reti               | Comp        | Pres        | Reti        | Pres   | Reti   |
| ----------------- | ----------------- | ----------------- | ---------- | ---------- | --------------- | --------------- | --------------- | ------------------ | ------------------ | ------------------ | ----------- | ----------- | ----------- | ------ | ------ |
| 2014-2015         | Groningen         | E                 | 11         | 0          | CO              | 3               | 1               | UEL                | 1                  | 0                  | -           | -           | -           | 15     | 1      |
| 2015-2016         | Groningen         | E                 | 0          | 0          | CO              | 0               | 0               | UEL                | 0                  | 0                  | -           | -           | -           | 0      | 0      |
| Totale Groningen  | Totale Groningen  | Totale Groningen  | 11         | 0          |                 | 3               | 1               |                    | 1                  | 0                  |             | -           | -           | 15     | 1      |
| 2017              | Trelleborg        | S                 | 27+2       | 8+1        | CS              | 4               | 1               | -                  | -                  | -                  | -           | -           | -           | 33     | 10     |
| Totale Trelleborg | Totale Trelleborg | Totale Trelleborg | 27+2       | 8+1        |                 | 4               | 1               |                    | -                  | -                  |             | -           | -           | 33     | 10     |
| 2018              | Östersund         | A                 | 0          | 0          | CS              | 0               | 0               | UEL                | 0                  | 0                  | -           | -           | -           | 0      | 0      |
| Totale carriera   | Totale carriera   | Totale carriera   | 38+2       | 8+1        |                 | 7               | 2               |                    | 1                  | 0                  |             | -           | -           | 48     | 11     |

### Cronologia presenze e reti in nazionale
| Cronologia completa delle presenze e delle reti in nazionale ― Svezia | Cronologia completa delle presenze e delle reti in nazionale ― Svezia | Cronologia completa delle presenze e delle reti in nazionale ― Svezia | Cronologia completa delle presenze e delle reti in nazionale ― Svezia | Cronologia completa delle presenze e delle reti in nazionale ― Svezia | Cronologia completa delle presenze e delle reti in nazionale ― Svezia | Cronologia completa delle presenze e delle reti in nazionale ― Svezia | Cronologia completa delle presenze e delle reti in nazionale ― Svezia |
| Data                                                                  | Città                                                                 | In casa                                                               | Risultato                                                             | Ospiti                                                                | Competizione                                                          | Reti                                                                  | Note                                                                  |
| --------------------------------------------------------------------- | --------------------------------------------------------------------- | --------------------------------------------------------------------- | --------------------------------------------------------------------- | --------------------------------------------------------------------- | --------------------------------------------------------------------- | --------------------------------------------------------------------- | --------------------------------------------------------------------- |
| 9-1-2020                                                              | Doha                                                                  | Moldavia                                                              | 0 – 1                                                                 | Svezia                                                                | Amichevole                                                            | -                                                                     |                                                                       |
| Totale                                                                |                                                                       | Presenze                                                              | 1                                                                     |                                                                       | Reti                                                                  | 0                                                                     |                                                                       |

| Cronologia completa delle presenze e delle reti in nazionale ― Montenegro | Cronologia completa delle presenze e delle reti in nazionale ― Montenegro | Cronologia completa delle presenze e delle reti in nazionale ― Montenegro | Cronologia completa delle presenze e delle reti in nazionale ― Montenegro | Cronologia completa delle presenze e delle reti in nazionale ― Montenegro | Cronologia completa delle presenze e delle reti in nazionale ― Montenegro | Cronologia completa delle presenze e delle reti in nazionale ― Montenegro | Cronologia completa delle presenze e delle reti in nazionale ― Montenegro |
| Data                                                                      | Città                                                                     | In casa                                                                   | Risultato                                                                 | Ospiti                                                                    | Competizione                                                              | Reti                                                                      | Note                                                                      |
| ------------------------------------------------------------------------- | ------------------------------------------------------------------------- | ------------------------------------------------------------------------- | ------------------------------------------------------------------------- | ------------------------------------------------------------------------- | ------------------------------------------------------------------------- | ------------------------------------------------------------------------- | ------------------------------------------------------------------------- |
| 5-9-2020                                                                  | Strovolos                                                                 | Cipro                                                                     | 0 – 2                                                                     | Montenegro                                                                | UEFA Nations League 2020-2021 - 1º turno                                  | -                                                                         | 57’                                                                       |
| 8-9-2020                                                                  | Lussemburgo                                                               | Lussemburgo                                                               | 0 – 1                                                                     | Montenegro                                                                | UEFA Nations League 2020-2021 - 1º turno                                  | -                                                                         | 75’                                                                       |
| 10-10-2020                                                                | Podgorica                                                                 | Montenegro                                                                | 2 – 0                                                                     | Azerbaigian                                                               | UEFA Nations League 2020-2021 - 1º turno                                  | -                                                                         | 71’                                                                       |
| 13-10-2020                                                                | Podgorica                                                                 | Montenegro                                                                | 1 – 2                                                                     | Lussemburgo                                                               | UEFA Nations League 2020-2021 - 1º turno                                  | -                                                                         | 66’                                                                       |
| 11-11-2020                                                                | Podgorica                                                                 | Montenegro                                                                | 0 – 0                                                                     | Kazakistan                                                                | Amichevole                                                                | -                                                                         | 56’                                                                       |
| 14-11-2020                                                                | Baku                                                                      | Azerbaigian                                                               | 0 – 0                                                                     | Montenegro                                                                | UEFA Nations League 2020-2021 - 1º turno                                  | -                                                                         | 90+3’                                                                     |
| 17-11-2020                                                                | Podgorica                                                                 | Montenegro                                                                | 4 – 0                                                                     | Cipro                                                                     | UEFA Nations League 2020-2021 - 1º turno                                  | -                                                                         | 71’                                                                       |
| 30-3-2021                                                                 | Podgorica                                                                 | Montenegro                                                                | 0 – 1                                                                     | Norvegia                                                                  | Qual. Mondiali 2022                                                       | -                                                                         | 63’                                                                       |
| Totale                                                                    |                                                                           | Presenze                                                                  | 8                                                                         |                                                                           | Reti                                                                      | 0                                                                         |                                                                           |

## Palmarès

### Club

#### Competizioni nazionali
- Coppa dei Paesi Bassi: 1

Groningen: 2014-2015